# Луси Фрај
Луси Елизабет Фрај (енгл. Lucy Elizabeth Fry; Вулувин, 13. март 1992) аустралијска је глумица. Позната је по тумачењу Лајле у серији Сирене с острва Мако и Лисе Драгомир у филму Вампирска академија. Фрај је играла Марину Освалд, супругу Лија Харвија Освалда, у осмоделној мини-серији Hulu, 11.22.63.

## Филмографија

### Филм
| Година | Српски назив        | Изворни назив | Улоге          | Напомене    |
| ------ | ------------------- | ------------- | -------------- | ----------- |
| 2009.  | Н/Д                 |               |                | кратки филм |
| 2014.  | Вампирска академија |               | Лиса Драгомир  |             |
| 2015.  | Н/Д                 |               | Хани Холовеј   |             |
| 2015.  | Н/Д                 |               | Алекс Гејз     |             |
| 2016.  | Повар               |               | Попи           |             |
| 2016.  | Тама                |               | Стефани Тејлор |             |
| 2017.  | Н/Д                 | Bright        | Тика           |             |
| 2019.  | Н/Д                 |               | Хајди          |             |
| 2021.  | Ноћни зуби          |               | Зои            |             |
| 2022.  | Злочин у Холивуду   |               | Џејн Вајт      |             |

### Телевизија
| Година | Српски назив         | Изворни назив | Улоге             | Напомене                 |
| ------ | -------------------- | ------------- | ----------------- | ------------------------ |
| 2010.  | H2O: Само додај воду |               | ученица на матури | епизода: „Матура”        |
| 2012.  | Н/Д                  |               | Зои               | главне улоге             |
| 2013.  | Н/Д                  |               | Џози              | епизода: „Пета епизода”  |
| 2013.  | Сирене с острва Мако |               | Лалја             | главна улога (1. сезона) |
| 2016.  | 11.22.63             | 11.22.63      | Марина Освалд     | главна улога             |
| 2016.  | Н/Д                  |               | Ив Торогуд        | главна улога             |
| 2019.  | Н/Д                  |               | Стела             | главна улога             |

### Музички спотови
- (2010) Томија и Кристе